# Regno di Kasanje
Il regno di Kasanje (1620-1911), noto anche come regno di Jaga, era uno stato dell'Africa centrale. Fu fondato nel 1620 da una banda di Imbangala mercenari, che aveva abbandonato le file dell'esercito portoghese. Lo stato prende il nome dal titolo del leader della banda, Kulashingo, che si stabilì assieme ai suoi seguaci sull'alto fiume Kwango. Il popolo di Kasanje era governato dal jaga, un re eletto fra i tre clan che fondarono il regno.
Nel 1680, il viaggiatore portoghese António de Oliveira de Cadornega stimò che il regno avesse 300 000 abitanti, di cui 100 000 erano in grado di portare armi. Questa affermazione può essere esagerata, ma riflette l'organizzazione militare delle bande Imbangala. Il regno è rimasto in un costante stato di conflitto con i suoi vicini, in particolare il regno di Matamba governato dalla regina Nzinga Mbande. Lo stato degli Imbangala divenne un forte centro commerciale, fino a quando non venne eclissato dalle rotte commerciali Ovimbundu negli anni 1850. Kasanje fu finalmente incorporato nell'Angola coloniale portoghese negli anni 1910-1911.

## Storia
Il regno emerse verso l'inizio del XVII secolo, nel periodo dell'instaurazione di una presenza coloniale portoghese in Angola. Nello stesso periodo, i locali capi tribù Ambundu adottavano il titolo di re, corrispondente alle loro crescenti ambizioni politiche. A nord-est del territorio dell'Angola, il regno di Lunda si estendeva lungo i bacini del Katanga e del Kasai. A seguito di dispute dinastiche o di potere dovute a ingerenze Baluba, gruppi di Lunda, o strutture di governo originariamente appartenenti alla società Lunda, lasciarono Katanga verso il 1490 per installarsi, in segno di protesta, lungo il fiume Cikapa, nelle terre dei Cokwe. Questi Lunda secessionisti erano guidati da un kinguri e dei makota (kota al singolare), titoli appartenenti alla tradizione politica Lunda. Probabilmente inseguiti dai Lunda, il kinguri migrò assieme ad un gruppo misto di Lunda e Cokwe nelle terre dei Songo, evitando di attraversare le terre dei regni di Libolo e Kulembe. Rimasero con i Songo per diversi decenni. Durante quel periodo, la società evolse verso le tradizioni guerriere comunemente attribuite agli Imbangala, adottando il kilombo dei Kulembe e dei Libolo. 
Un rottura nel gruppo originario di Lunda mise in conflitto i makota col kinguri. Quest'ultimo fu costretto a ritirarsi verso sud verso la fine del XVI secolo. Bande di Imbangala apparvero negli anni 1580 a São Felipe de Banguela e nel 1595 più a nord, a Benguela-Velha. La progressione degli Imbangala venne ostacolata dal fiume Kuvo, che nel 1601 i portoghesi aiutarono a passare. Fu in questo frangente che incontrarono Andrew Battell, che rimase con loro per 16 mesi e descrisse la vita degli Imbagala, il kilombo, le loro tradizioni orali e che incontrò il loro capo Kalanda ka Imbe.
Un'altra frattura politica negli Imbangala portò un gruppo ad allearsi coi Portoghesi per combattere le popolazioni indigene dell'interno, in particolare i Kongo e gli Mbundu. L'alleanza durò circa un decennio.
Kulashingo, un potente capo imbangala alla testa della fazione Cokwe e che deteneva il titolo di kasanje ka kibuna, portò le sue truppe lungo il Kwango, dopo aver rotto i rapporti con i Portoghesi, e lì stabilì il suo accampamento, destinato a divenire il centro del regno di Kasanje. Con l'arrivo di popolazioni che fuggivano gli attacchi portoghesi ai Mbundu, la popolazione si ingrossò, fino a ritagliare negli anni 1630 e 1640 una grossa fetta di influenza territoriale nella media valle del Kwango, lontano dagli interessi coloniali portoghesi, i quali focalizzavano la loro attenzione sulle incursioni olandesi sulla costa.
Altre fonti, più letterarie e provenienti dalla tradizione orale, dicono che il regno fu fondato da un certo Kasanje, nipote del capo lunda Kinguri. Kinguri era figlio del capo lunda Yala Mwaka e dopo essere stato estromesso dal potere, lui e i suoi guerrieri si spostarono verso est, nel territorio degli pseudo-cannibali Jaga, in Angola. La mescolanza delle due tribù diede origine al popolo Bangala, una parte del quale, guidata da Kasanje, formò più tardi il regno di Kasanje.
Dopo una tappa nelle terre dei Songo, Kinguri e i suoi guerrieri si misero al servizio un certo governatore Manuel per combattere il re di Ndongo, si videro assegnare delle terre fra Ambaka e Golungo. Le terre erano però sterili e gli Imbangala di Kinguri attaccarono le popolazioni oltre il fiume Lui con l'aiuto di Angonga, suo suocero. Lì fondò un regno, che alla morte di Kinguri venne ereditato da Kasanje, discendente diretto per linea matrilineare da Kulashingo, moglie di Kinguri.
Il regno, noto come Cassange dai Portoghesi, controllò il corso superiore del Kwango e agì come intermediario tra i coloni portoghesi e i popoli dell'Africa centrale dal 1650 al 1850.
Il periodo d'oro del regno di Kasanje fu il XVIII secolo, quando i re di Kasanje adottavano il titolo di kinguri e, forti del loro potere, depredavano le popolazioni vicine e intrattenevano relazioni commerciali con i Portoghesi sulla costa e con altri popoli africani all'interno, fino a Lunda. Diverse etnie che vivevano nel regno, già dalla sua formazione e molte lingue venivano usate per comunicare tra i vari gruppi e per il commercio e la diplomazia, come il kimbundu, il umbundu, il kikongo, il ngala, il chokwe.
Con il XIX secolo, la richiesta di schiavi si fece sempre più pressante, ben oltre le capacità gestionali dei kinguri e, di conseguenza, l'influenza europea aumentò nella politica del regno. Seguì un periodo di occupazione portoghese negli anni 1840 e 1850 che rimosse definitivamente lustro al regno di Kasanje. La restaurazione degli anni 1860 non fu accompagnata da successo, dato che il commercio degli schiavi, sul quale si basava l'economia di Kasanje, cedette sempre più il passo a un commercio decentralizzato fondato sull'avorio, la cera, il caucciù. Una spedizione militare portoghese nel 1911 denunciò la presenza di soli capi locali che rivendicavano ancora il titolo di kinguri, e l'anno successivo, l'occupazione della capitale da parte degli europei mise fine al regno africano.

## Lista reale di Kasanje
La lista reale di Kasanje si basa su una raccolta di diversi liste di re contemporanei realizzata da Joseph C. Miller.
Le relazioni fra sovrani non di ereditarietà diretta, dato che nella società Lunda e Imbangala l'eredità dei titoli si faceva per parentela non necessariamente stretta e per successione matrilineare.
| Nome                              | Date                            | Commenti |
| --------------------------------- | ------------------------------- | --- |
| Zimbo                             | ca. 1500?                       | Esistenza dubbia |
| Tembandumba                       | anni 1500?                      | Esistenza dubbia |
| Kulembe                           | anni 1560?                      | |
| Kinguri                           | anni 1560?                      | |
| Kalanda ka Imbe                   | anni 1600                       | Incontrò il viaggiatore inglese Andrew Battel, 1601-1603                                                                                     |
| Kulashingo                        | ca. 1610-1616                   | Si alleò con i Portoghesi, ca. 1612-1616 |
| Kasanje ka Kulashingo             | ca. 1616-anni 1620              | |
| Regno di Kasanje fondato ca. 1620 |                                 | |
| Kalunga ka Kilombo                | ca. anni 1630-1650              | |
| Ngongo a Mbande                   | ca. 1650-1680                   | Incontrò il missionario Cavazzi |
| "Dom. Pascoal Machado"            | 1680                            | Ucciso in un attacco degli eserciti Matamba e Ambundu                                                                                        |
| Kingwangwa kya Kima               | ca. 1680-1681                   | Usurpatore; potrebbe essere identificato con "Luiz Dala"                                                                                     |
| Kitamba kya Keta                  | 1681-1690?                      | Potrebbe essere identificato con "Luiz Dala"                                                                                                 |
| Mwanya a Kasanje                  | anni 1690?                      | |
| Kiluanje kya Ngonga               | ca. 1690-1700?                  | |
| Kinguri kya Kasombe               | anni 1700?                      | |
| Kitumba kya Kalunga               | anni 1710                       | |
| Kambamba ka Kinguri               | anni 1720?                      | |
| Kasanje ka Kiluanje               | anni 1730?                      | |
| Lubame lwa Kipungo                | ca. 1739-anni 1750?             | |
| Ngunza a Kambamba                 | ca. 1750-1770                   | Ricordato come molto potente |
| Lukala lwa Njinje                 | Primi anni 1770?                | |
| Kalunga ka Luhame                 | Metà anni 1770?                 | |
| Kitumba kya Wanga                 | Fine anni 1770-Primi anni 1780? | |
| Kisweya kya Kambamba              | Metà anni 1780?                 | |
| Kitamba kya Shiba                 | ca. 1785-1792                   | |
| Malenge a Ngonga                  | 1792-ca. 1810                   | Sconfitto da Félix Velazco Galiano, comandante di Pungo Andongo, nel 1805                                                                    |
| Kitumba kya Ngonga                | ca. 1810-1820                   | |
| Kansanje kya Kambolo              | anni 1820                       | |
| Kihengo kya Kambolo               | Primi anni 1830                 | |
| Kamasa ka Kiwende                 | Metà anni 1830                  | |
| Mbumba a Kinguri                  | ca. 1840-1850                   | Cacciato dalle forze portoghesi nel 1850 |
| Kalunga ka Kisanga                | 1850                            | Regnò come vassallo dei Portoghesi; assassinato alla fine del 1850 da lealisti di Mbumba a Kinguri                                           |
| Kambolo ka Ngonga                 | 1851-1856                       | Noto come "Dom Fernando Accacio Ferreira" |
| Kamweje ka Kalunga                | 1856-1857                       | Morto in circostanze non chiare |
| Mbumba a Kinguri                  | 1857-1873                       | 2º regno, forse ordinò la morte di Kamweje ka Kalunga. Il regno cadde in una guerra civile dopo la sua morte                                 |
| Guerra civile, 1873-1883          |                                 | |
| Malenge a Kitumba                 | 1873                            | Ucciso in battaglia |
| Kwango                            | 1883-1885                       | Giurò fedeltà a Luigi del Portogallo |
| Kasanje ka Kalanyi                | 1888                            | Re con poca autorità, il regno rimase in un marasma politico fino al 1896                                                                    |
| Kinguri kya Kiluanje              | 1896                            | Noto come Mushabata; venne immediatamente cacciato e un altro blocco politico paralizzò il paese fino al 1911                                |
| Ngwangwa                          | 1911-1912                       | Sconfisse entrambe le fazioni in guerra; la rivolta che condusse nel 1912 contro i Portoghesi fu un insuccesso, decretando la fine del regno |

## Posizione
Kasanje si trovava sul fiume Kwango superiore, in quello che oggi è l'Angola.